# Nicolaus Richter de Vroe
Nicolaus Richter de Vroe (* 1. Februar 1955 in Halle (Saale)) ist ein deutscher Komponist und Violinist.

## Leben
Richter de Vroe besuchte die Spezialschule für Musik Dresden. Er studierte von 1972 bis 1973 Komposition und Violine an der Hochschule für Musik Dresden. Von 1973 bis 1978 studierte er dann Violine bei Wladimir Malinin am Tschaikowsky-Konservatorium in Moskau. Von 1980 bis 1983 vollendete er seine Studien in Komposition bei Friedrich Goldmann an der Akademie der Künste in Berlin (Ost). Außerdem besuchte er Seminare in Elektronischer Musik bei Georg Katzer.
Von 1978 bis 1980 wirkte er als Kammermusiker und war 1982 Mitbegründer des Ensembles für Neue Musik Berlin. 1980 wurde er als Geiger an die Staatskapelle Berlin verpflichtet. Er arbeitet seit 1988 beim Symphonieorchester des Bayerischen Rundfunks. 1989 gründete er das Xsemble München. Im Jahr 1996 war er Mitinitiator der Münchner Gesellschaft für Neue Musik und Gast der Goethe-Institute Buenos Aires, Kyoto und Prag. Er ist Beauftragter des Symphonieorchesters des Bayerischen Rundfunks für die Konzertreihe Musica Viva. 2008 wurde er Mitglied der Sächsischen Akademie der Künste.
Seine Werke wurden auch auf renommierten Festivals für Neue Musik uraufgeführt, z. B. mehrfach bei den Berliner Festwochen, Biennale di Venezia, Donaueschinger Musiktagen, Festival d’Automne à Paris, Klangaktionen Neue Musik München, Musik-Biennale Berlin, Musica Viva, Steirischen Herbst und Wittener Tagen für neue Kammermusik.
Richter de Vroe lebt und arbeitet in Neu Temmen (Uckermark) und Tutzing.

## Preise
- 1985: Preisträger beim Kompositionswettbewerb „Junge Generation in Europa“ Köln, Paris, Venedig